# Euro Ice Hockey Challenge 2015/2016
Euro Ice Hockey Challenge 2015/2016 jest to cykl międzynarodowych turniejów organizowanych pod patronatem Międzynarodowej Federacji Hokeja na Lodzie. W tej edycji reprezentacje narodowe rywalizują w siedmiu turniejach EIHC. Reprezentacja Polski wystąpiła w turniejach przez siebie organizowanych.

## EIHC Norwegia
Mecze turnieju EIHC Norwegia odbyły się w dniach od 5 do 7 listopada 2015 roku. W turnieju uczestniczyły reprezentacje czterech państw: Norwegii, Danii, Francji i Węgier. W turnieju zwyciężyła reprezentacja Norwegii.

### Wyniki
| 5 listopada 2015 | Dania | 6:0 | Francja | DNB Arena, Stavanger |

| Szczegóły      | Szczegóły | Szczegóły       | Szczegóły   | Szczegóły |
| -------------- | --- | --------------- | ----------- | --- |
| Godzina: 15:00 | K. Starkov (EQ) 15:28 K. Starkov (PP1) 20:50 D. Nielsen (PP1) 31:24 M. Poulsen (PP1) 33:42 M. Poulsen (PP1) 53:24 D. Nielsen (PP1) 54:34 | (1:0, 3:0, 2:0) |             | Widzów: 25 Sędzia główny: Tripimir Piagic Per Gustav Solem Sędziowie liniowi: Ulrich Pardatcher Andreas Nordin |
| Godzina: 15:00 | 8 min. kar |                 | 14 min. kar | Widzów: 25 Sędzia główny: Tripimir Piagic Per Gustav Solem Sędziowie liniowi: Ulrich Pardatcher Andreas Nordin |

| 5 listopada 2015 | Węgry | 0:4 | Norwegia | DNB Arena, Stavanger |

| Szczegóły      | Szczegóły   | Szczegóły       | Szczegóły                                                                               | Szczegóły                                                                                                   |
| -------------- | ----------- | --------------- | --------------------------------------------------------------------------------------- | --- |
| Godzina: 19:00 |             | (0:1, 0:2, 0:1) | 19:21 (EQ) A. Bastiansen 27:00 (EQ) M. Trettenes 27:35 (EQ) D. Sveum 41:19 (PP1) M. Ask | Widzów: 858 Sędzia główny: Jacob Grumsen Roy Stian Hansen Sędziowie liniowi: Rene Jensen Alexander Waldejer |
| Godzina: 19:00 | 16 min. kar |                 | 2 min. kar                                                                              | Widzów: 858 Sędzia główny: Jacob Grumsen Roy Stian Hansen Sędziowie liniowi: Rene Jensen Alexander Waldejer |

| 6 listopada 2015 | Dania | 2:1 pk. | Węgry | DNB Arena, Stavanger |

| Szczegóły      | Szczegóły                             | Szczegóły                 | Szczegóły             | Szczegóły |
| -------------- | ------------------------------------- | ------------------------- | --------------------- | --- |
| Godzina: 15:00 | J. Karvinen (EQ) 41:08 M. Green (PEN) | (0:0, 0:1, 1:0, 0:0, 1:0) | 24:10 (EQ) B. Somogyi | Widzów: 50 Sędzia główny: Tripimir Piagic Per Gustav Solem Sędziowie liniowi: Ulrich Pardatcher Alexander Waldejer |
| Godzina: 15:00 | brak kar                              |                           | 4 min. kar            | Widzów: 50 Sędzia główny: Tripimir Piagic Per Gustav Solem Sędziowie liniowi: Ulrich Pardatcher Alexander Waldejer |

| 6 listopada 2015 | Norwegia | 4:2 | Francja | DNB Arena, Stavanger |

| Szczegóły      | Szczegóły                                                                                           | Szczegóły       | Szczegóły                                       | Szczegóły                                                                                            |
| -------------- | --------------------------------------------------------------------------------------------------- | --------------- | ----------------------------------------------- | --- |
| Godzina: 19:00 | R. Dahlstrøm (EQ) 01:43 M. L. Mostue (PP1) 25:40 A. Reichenberg (PP1) 48:22 R. Dahlstrøm (EQ) 52:30 | (1:1, 1:0, 2:1) | 08:06 (EQ) J. Perret 49:01 (EQ) F. Chakiachvili | Widzów: 1228 Sędzia główny: Jacob Grumsen Roy Stian Hansen Sędziowie liniowi: Rene Jensen Jon Kilian |
| Godzina: 19:00 | 12 min. kar                                                                                         |                 | 53 min. kar                                     | Widzów: 1228 Sędzia główny: Jacob Grumsen Roy Stian Hansen Sędziowie liniowi: Rene Jensen Jon Kilian |

| 7 listopada 2015 | Francja | 3:1 | Węgry | DNB Arena, Stavanger |

| Szczegóły      | Szczegóły                                                          | Szczegóły       | Szczegóły              | Szczegóły                                                                                                   |
| -------------- | ------------------------------------------------------------------ | --------------- | ---------------------- | --- |
| Godzina: 13:00 | D. Fleury (PP1) 42:54 J. Janil (PP1) 49:51 A. Manavlan (PP1) 51:52 | (0:1, 0:0, 3:0) | 15:58 (PP1) B. Somogyi | Widzów: 131 Sędzia główny: Tripimir Piagic Roy Stian Hansen Sędziowie liniowi: Ulrich Pardatcher Jon Kilian |
| Godzina: 13:00 | 16 min. kar                                                        |                 | 20 min. kar            | Widzów: 131 Sędzia główny: Tripimir Piagic Roy Stian Hansen Sędziowie liniowi: Ulrich Pardatcher Jon Kilian |

| 7 listopada 2015 | Norwegia | 4:1 | Dania | DNB Arena, Stavanger |

| Szczegóły      | Szczegóły                                                                                          | Szczegóły       | Szczegóły           | Szczegóły |
| -------------- | -------------------------------------------------------------------------------------------------- | --------------- | ------------------- | --- |
| Godzina: 17:00 | A. Bonsaksen (EQ) 00:53 A. Reichenberg (EQ) 30:40 A. Bonsaksen (EQ) 30:40 M. L. Mostue (PP1) 50:59 | (2:1, 1:0, 1:0) | 19:18 (EQ) S. Frank | Widzów: 1715 Sędzia główny: Jacob Grumsen Per Gustav Solem Sędziowie liniowi: Alexander Waldejer Rene Jensen |
| Godzina: 17:00 | 20 min. kar                                                                                        |                 | 8 min. kar          | Widzów: 1715 Sędzia główny: Jacob Grumsen Per Gustav Solem Sędziowie liniowi: Alexander Waldejer Rene Jensen |

| Lp. | Zespół   | M | Pkt | Z | Zd | Pd | P | G+ | G- | +/- |
| --- | -------- | - | --- | - | -- | -- | - | -- | -- | --- |
| 1   | Norwegia | 3 | 9   | 3 | 0  | 0  | 0 | 12 | 3  | +9  |
| 2   | Dania    | 3 | 5   | 2 | 1  | 0  | 1 | 9  | 5  | +4  |
| 3   | Francja  | 3 | 3   | 1 | 0  | 0  | 2 | 5  | 11 | -6  |
| 4   | Węgry    | 3 | 1   | 1 | 0  | 1  | 1 | 2  | 9  | -7  |

## EIHC Łotwa
Mecze turnieju EIHC Łotwa odbyły się w dniach od 5 do 7 listopada 2015 roku. W turnieju uczestniczyły reprezentacje czterech państw: Łotwy, Japonii, Białorusi i Włoch. W turnieju zwyciężyła reprezentacja Białorusi.

### Wyniki
| 5 listopada 2015 | Białoruś | 1:0 | Włochy | Olimpiskā ledus halle, Lipawa |

| Szczegóły      | Szczegóły               | Szczegóły       | Szczegóły  | Szczegóły                                                                                          |
| -------------- | ----------------------- | --------------- | ---------- | -------------------------------------------------------------------------------------------------- |
| Godzina: 15:00 | A. Stiepanow (EQ) 03:25 | (1:0, 0:0, 0:0) |            | Widzów: 350 Sędzia główny: Eduards Odins Jevgenijs Griskevics Sędziowie liniowi: Andrejs Jakovlevs |
| Godzina: 15:00 | 4 min. kar              |                 | 2 min. kar | Widzów: 350 Sędzia główny: Eduards Odins Jevgenijs Griskevics Sędziowie liniowi: Andrejs Jakovlevs |

| 5 listopada 2015 | Łotwa | 5:4 | Japonia | Olimpiskā ledus halle, Lipawa |

| Szczegóły      | Szczegóły | Szczegóły       | Szczegóły                                                                                    | Szczegóły |
| -------------- | --- | --------------- | -------------------------------------------------------------------------------------------- | --- |
| Godzina: 19:30 | A. Širokovs (PP1) 11:06 E. Brahmanis (PP1) 13:18 M. Cipulis (EQ) 15:23 E. Brahmanis (EQ) 27:12 M. Karsums (EQ) 58:00 | (3:2, 1:0, 1:2) | 11:16 (EQ) S. Shigeno 14:31 (PP1) S. Takahashi 51:44 (EQ) T. Yamashita 52:19 (PP1) G. Tanaka | Widzów: 1200 Sędzia główny: Andris Ansons Gints Zviedritis Sędziowie liniowi: Maksims Bogdanovs Kriss Kupcus |
| Godzina: 19:30 | 12 min. kar |                 | 12 min. kar                                                                                  | Widzów: 1200 Sędzia główny: Andris Ansons Gints Zviedritis Sędziowie liniowi: Maksims Bogdanovs Kriss Kupcus |

| 6 listopada 2015 | Włochy | 3:0 | Japonia | Olimpiskā ledus halle, Lipawa |

| Szczegóły      | Szczegóły                                                           | Szczegóły       | Szczegóły   | Szczegóły |
| -------------- | ------------------------------------------------------------------- | --------------- | ----------- | --- |
| Godzina: 15:00 | M. Castlunger (EQ) 12:54 T. Larkin (EQ) 20:46 A. Bernard (EQ) 39:23 | (1:0, 2:0, 0:0) |             | Widzów: 357 Sędzia główny: Gints Zviedritis Jevgenijs Griskevics Sędziowie liniowi: Andrejs Jakovlevs Viesturs Levalds |
| Godzina: 15:00 | 8 min. kar                                                          |                 | 18 min. kar | Widzów: 357 Sędzia główny: Gints Zviedritis Jevgenijs Griskevics Sędziowie liniowi: Andrejs Jakovlevs Viesturs Levalds |

| 6 listopada 2015 | Łotwa | 3:4 | Białoruś | Olimpiskā ledus halle, Lipawa |

| Szczegóły      | Szczegóły                                                         | Szczegóły       | Szczegóły                                                                                           | Szczegóły                                                                                                 |
| -------------- | ----------------------------------------------------------------- | --------------- | --------------------------------------------------------------------------------------------------- | --- |
| Godzina: 19:30 | M. Karsums (EQ) 00:20 G. Pujacs (PP1) 30:59 M. Karsums (EQ) 53:32 | (1:2, 1:1, 1:1) | 04:49 (PP1) N. Ustinenko 10:22 (EQ) A. Filiczkin 22:54 (EQ) P. Musijenko 52:38 (PP1) P. Razwadowski | Widzów: 1977 Sędzia główny: Andris Ansons Eduards Odins Sędziowie liniowi: Maksims Bogdanovs Kriss Kupcus |
| Godzina: 19:30 | 12 min. kar                                                       |                 | 10 min. kar                                                                                         | Widzów: 1977 Sędzia główny: Andris Ansons Eduards Odins Sędziowie liniowi: Maksims Bogdanovs Kriss Kupcus |

| 7 listopada 2015 | Japonia | 0:3 | Białoruś | Olimpiskā ledus halle, Lipawa |

| Szczegóły      | Szczegóły   | Szczegóły       | Szczegóły                                                                   | Szczegóły |
| -------------- | ----------- | --------------- | --------------------------------------------------------------------------- | --- |
| Godzina: 13:00 |             | (0:1, 0:1, 0:1) | 15:51 (EQ) W. Andruszczenko 39:14 (PP1) P. Bojarczuk 49:33 (EQ) S. Łopaczuk | Widzów: 370 Sędzia główny: Andris Ansons Jevgenijs Griskevics Sędziowie liniowi: Kriss Kupcus Viesturs Levalds |
| Godzina: 13:00 | 10 min. kar |                 | 12 min. kar                                                                 | Widzów: 370 Sędzia główny: Andris Ansons Jevgenijs Griskevics Sędziowie liniowi: Kriss Kupcus Viesturs Levalds |

| 7 listopada 2015 | Łotwa | 2:1 | Włochy | Olimpiskā ledus halle, Lipawa |

| Szczegóły      | Szczegóły                                    | Szczegóły       | Szczegóły             | Szczegóły |
| -------------- | -------------------------------------------- | --------------- | --------------------- | --- |
| Godzina: 18:30 | A. Širokovs (EQ) 01:07 J. Rēdlihs (EQ) 23:58 | (1:0, 1:0, 0:1) | 43:00 (EQ) A. Bernard | Widzów: 1153 Sędzia główny: Eduards Odins Gints Zviedritis Sędziowie liniowi: Maksims Bogdanovs Andrejs Jakovlevs |
| Godzina: 18:30 | 8 min. kar                                   |                 | 38 min. kar           | Widzów: 1153 Sędzia główny: Eduards Odins Gints Zviedritis Sędziowie liniowi: Maksims Bogdanovs Andrejs Jakovlevs |

| Lp. | Zespół   | M | Pkt | Z | Zd | Pd | P | G+ | G- | +/- |
| --- | -------- | - | --- | - | -- | -- | - | -- | -- | --- |
| 1   | Białoruś | 3 | 9   | 3 | 0  | 0  | 0 | 8  | 3  | +5  |
| 2   | Łotwa    | 3 | 6   | 2 | 0  | 0  | 1 | 10 | 9  | +1  |
| 3   | Włochy   | 3 | 3   | 1 | 0  | 0  | 2 | 4  | 3  | +1  |
| 4   | Japonia  | 3 | 0   | 0 | 0  | 0  | 3 | 4  | 11 | -7  |

## EIHC Polska I
Mecze turnieju EIHC Polska I odbyły się w dniach od 5 do 7 listopada 2015 roku. W turnieju uczestniczyły reprezentacje czterech państw: Polski, Słowenii, Korei Południowej i Austrii. W turnieju zwyciężyła reprezentacja Słowenii.

### Wyniki
| 5 listopada 2015 | Korea Południowa | 1:2 pd. | Austria | Jantor, Katowice |

| Szczegóły      | Szczegóły            | Szczegóły            | Szczegóły                                 | Szczegóły                                                                                        |
| -------------- | -------------------- | -------------------- | ----------------------------------------- | ------------------------------------------------------------------------------------------------ |
| Godzina: 16:00 | S. W. Kim (EQ) 00:30 | (1:1, 0:0, 0:0, 0:1) | 00:10 (EQ) N. Hartl 61:49 (PP1) M. Ganahl | Widzów: 200 Sędzia główny: Michael Baca Nosu Kim Sędziowie liniowi: Artur Hyliński Mariusz Smura |
| Godzina: 16:00 | 10 min. kar          |                      | 2 min. kar                                | Widzów: 200 Sędzia główny: Michael Baca Nosu Kim Sędziowie liniowi: Artur Hyliński Mariusz Smura |

| 5 listopada 2015 | Polska | 1:2 | Słowenia | Jantor, Katowice |

| Szczegóły      | Szczegóły              | Szczegóły       | Szczegóły                                 | Szczegóły                                                                                               |
| -------------- | ---------------------- | --------------- | ----------------------------------------- | --- |
| Godzina: 19:30 | M. Łopuski (PP1) 42:15 | (0:0, 0:1, 1:1) | 34:05 (EQ) G. Koblar 47:54 (EQ) D. Rodman | Widzów: 1000 Sędzia główny: Stefan Siegel Sędziowie liniowi: Sławomir Szachniewicz Wojciech Moszczyński |
| Godzina: 19:30 | 10 min. kar            |                 | 6 min. kar                                | Widzów: 1000 Sędzia główny: Stefan Siegel Sędziowie liniowi: Sławomir Szachniewicz Wojciech Moszczyński |

| 6 listopada 2015 | Słowenia | 5:1 | Austria | Jantor, Katowice |

| Szczegóły      | Szczegóły                                                                                             | Szczegóły       | Szczegóły            | Szczegóły                                                                                              |
| -------------- | --- | --------------- | -------------------- | --- |
| Godzina: 16:00 | Ž. Jeglič (PP) 12:44 A. Ropret (EQ) 15:10 J. Repe (EQ) 21:18 Ž. Jeglič (EQ) 44:43 A. Hebar (EQ) 53:35 | (2:1, 1:0, 2:0) | 17:07 (EQ) M. Ganahl | Widzów: 300 Sędzia główny: Stefan Siegel Sędziowie liniowi: Sławomir Szachniewicz Wojciech Moszczyński |
| Godzina: 16:00 | 16 min. kar                                                                                           |                 | 10 min. kar          | Widzów: 300 Sędzia główny: Stefan Siegel Sędziowie liniowi: Sławomir Szachniewicz Wojciech Moszczyński |

| 6 listopada 2015 | Polska | 3:1 | Korea Południowa | Jantor, Katowice |

| Szczegóły      | Szczegóły                                                          | Szczegóły       | Szczegóły          | Szczegóły                                                                                         |
| -------------- | ------------------------------------------------------------------ | --------------- | ------------------ | ------------------------------------------------------------------------------------------------- |
| Godzina: 19:30 | P. Wronka (EQ) 03:28 M. Urbanowicz (EQ) 15:49 M. Kolusz (EQ) 16:07 | (3:0, 0:1, 0:0) | 32:15 (PP) S. Shin | Widzów: 1000 Sędzia główny: Michael Baca Nosu Kim Sędziowie liniowi: Artur Hyliński Mariusz Smura |
| Godzina: 19:30 | 20 min. kar                                                        |                 | 12 min. kar        | Widzów: 1000 Sędzia główny: Michael Baca Nosu Kim Sędziowie liniowi: Artur Hyliński Mariusz Smura |

| 7 listopada 2015 | Słowenia | 4:1 | Korea Południowa | Jantor, Katowice |

| Szczegóły      | Szczegóły                                                                          | Szczegóły       | Szczegóły            | Szczegóły |
| -------------- | ---------------------------------------------------------------------------------- | --------------- | -------------------- | --- |
| Godzina: 16:00 | D. Rodman (EQ) 02:50 Ž. Jeglič (PP) 25:07 M. Pesjak (EQ) 50:41 J. Repe (PP2) 59:49 | (1:0, 1:1, 2:0) | 28:12 (EQ) S. W. Kim | Widzów: 300 Sędzia główny: Michael Baca Nosu Kim Sędziowie liniowi: Sławomir Szachniewicz Wojciech Moszczyński |
| Godzina: 16:00 | 16 min. kar                                                                        |                 | 22 min. kar          | Widzów: 300 Sędzia główny: Michael Baca Nosu Kim Sędziowie liniowi: Sławomir Szachniewicz Wojciech Moszczyński |

| 7 listopada 2015 | Austria | 4:2 | Polska | Jantor, Katowice |

| Szczegóły      | Szczegóły                                                                                  | Szczegóły       | Szczegóły                                      | Szczegóły                                                                                                |
| -------------- | ------------------------------------------------------------------------------------------ | --------------- | ---------------------------------------------- | --- |
| Godzina: 19:30 | A. Pallestrang (PP) 07:07 A. Cijan (EQ) 10:44 M. Brucker (EQ) 37:45 M. Schiechl (EQ) 59:34 | (2:1, 1:0, 1:1) | 14:49 (EQ) M. Rompkowski 53:58 (PP) M. Kotlorz | Widzów: 1300 Sędzia główny: Zbigniew Wolas Stefan Siegel Sędziowie liniowi: Artur Hyliński Mariusz Smura |
| Godzina: 19:30 | 6 min. kar                                                                                 |                 | 4 min. kar                                     | Widzów: 1300 Sędzia główny: Zbigniew Wolas Stefan Siegel Sędziowie liniowi: Artur Hyliński Mariusz Smura |

Tabela
| Lp. | Zespół           | M | Pkt | Z | Zd | Pd | P | G+ | G- | +/- |
| --- | ---------------- | - | --- | - | -- | -- | - | -- | -- | --- |
| 1   | Słowenia         | 3 | 9   | 3 | 0  | 0  | 0 | 11 | 3  | +8  |
| 2   | Austria          | 3 | 5   | 1 | 1  | 0  | 1 | 7  | 8  | -1  |
| 3   | Polska           | 3 | 3   | 1 | 0  | 0  | 2 | 6  | 7  | -1  |
| 4   | Korea Południowa | 3 | 1   | 0 | 0  | 1  | 2 | 3  | 9  | -6  |